# Atriplex asphaltitis
Atriplex asphaltitis là loài thực vật có hoa thuộc họ Dền. Loài này được Kasapligil mô tả khoa học đầu tiên năm 1966.